# Pedro Martín
Pedro José Martín Moreno (ur. 16 stycznia 1992 w Bilbao) – hiszpański piłkarz występujący na pozycji napastnika w CD Mirandés.